# 프레데리케 폰 메클렌부르크슈트렐리츠 대공녀

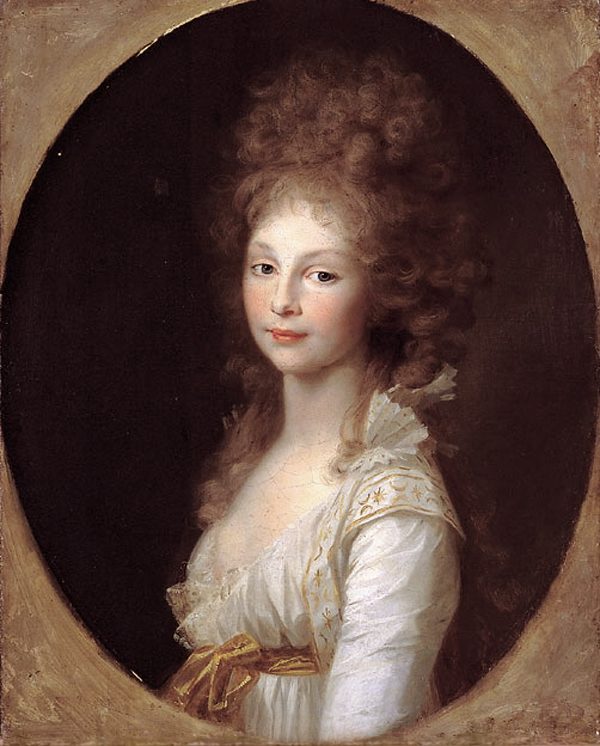
메클렌부르크슈트렐리츠의 프레데리케

메클렌부르크슈트렐리츠의 프레데리케(독일어: Friederike von Mecklenburg-Strelitz, 영어: Frederica of Mecklenburg-Strelitz, 1778년 3월 3일 ~ 1841년 6월 29일)는 메클렌부르크-슈트렐리츠 대공 카를 2세와 그 아내 헤센다름슈타트의 프레데리케의 딸이다. 4남 6녀 중 다섯째 딸로 프로이센 왕비 루이제는 프레데리케의 언니이다.
후에 하노버 왕국의 왕비가 된다.
프레데리케는 평생 세 번 결혼했고 11명의 자녀를 두었다.

## 가족
- 프로이센 왕자 루트비히(1773~1796) - 프리드리히 빌헬름 2세의 아들(프레데리케의 형부 프리드리히 빌헬름 3세의 동생)
  - 프리드리히 빌헬름(1794~1863)
  - 프리드리히 빌헬름 카를(1795~1798)
  - 프레데리케 빌헬미네(1796~1850)
- 졸름스-브라운펠스의 프리드리히(1770~1814)
  - 소피아(1799)
  - 프리드리히(1800)
  - 프리드리히 빌헬름(1801~1868)
  - 아우구스타 루이제(1804~1865)
  - 알렉산더(1807~1867)
  - 프리드리히 빌헬름 루트비히(1812~1875)
- 하노버 국왕 에른스트 아우구스트 1세 - 조지 3세의 아들
  - 프레데리케(1817)
  - 게오르크 5세(1819~1878)